# Umwani artigamos
Umwani artigamos is een spinnensoort in de taxonomische indeling van de Cyatholipidae.
Het dier behoort tot het geslacht Umwani. De wetenschappelijke naam van de soort werd voor het eerst geldig gepubliceerd in 2001 door Charles E. Griswold.